# V Aquarii
V Aquarii är en halvregelbunden variabel (SRB) i stjärnbilden Vattumannen.
Stjärnan varierar mellan visuell magnitud +7,6 och 10,1 med en period av 249 dygn. 